# Multimillo, Vol. 1
Multimillo Vol. 1 es el primer álbum recopilatorio colaborativo de los productores musicales Marc y Rafy, Los Legendarios, junto al puertorriqueño Wisin, lanzado el 1 de julio de 2022, distribuido por Sony Music y La Base Music. Contó con las colaboraciones de diversos colegas, tanto nuevos talentos como algunos pioneros, como Camilo, Farruko, Jhay Cortez, Luis Fonsi, Ozuna y Yandel, entre otros.
La canción «Emojis de Corazones» sería el primer sencillo, volviéndose viral en redes sociales y TikTok, y «Buenos Días» junto a Camilo, que a meses de su estreno, ya recibió certificación de Oro y Platino en varios países.

## Promoción
Después de los exitosos lanzamientos de «Emojis de Corazones», otra colaboración de Wisin y Los Legendarios con actuaciones de Jhay Cortez y Ozuna, y «Buenos Días» junto a Camilo, el 1 de julio llega a las plataformas digitales este proyecto colaborativo entre Wisin y Los Legendarios.

## Lista de canciones
1. Sacuda – Wisin & Los Legendarios
2. Cerramos los Ojos – Wisin, Gotay & Chris Andrew ft. Los Legendarios
3. Me Siento Bien – Wisin, Chimbala & Los Legendarios
4. Emojis de Corazones – Wisin, Jhay Cortez & Ozuna ft. Los Legendarios
5. Por Si Vuelves – Wisin, Luis Fonsi & Los Legendarios
6. Adicta – Wisin, Lyanno & Los Legendarios
7. Extraño – Wisin, Yandel & Los Legendarios
8. Volar – Wisin, Chris Andrew & Alejo ft. Los Legendarios
9. Buenos Días – Wisin, Camilo & Los Legendarios
10. Como Tú Lo Haces – Wisin, Linares & Los Legendarios
11. Labios Prohibidos – Wisin, Abdiel & Los Legendarios
12. Por Ley – Wisin, Linares & Los Legendarios
13. 3G – Wisin ft. Jon Z & Don Chezina
14. 3G Remix- Wisin ft. Jon Z, Don Chezina, Chencho Corleone, Myke Towers, Farruko & Yandel